# Crassula aequilatera
Crassula aequilatera is een in zee levend tweekleppig weekdier.

## Beschrijving

### Schelpkenmerken
Crassula aequilatera heeft een zeer stevige schelp met een sterk driehoekige vorm. De kleur van de schelp varieert van maanwit tot beige en heeft een gelig periostracum.

### Afmetingen
- Lengte: tot 77 mm
- Hoogte: tot 60 mm
- semidiameter: tot 38 mm

### Levenswijze
Leeft bij de laagwaterlijn van zandstranden met veel branding.

### Areaal
Endemisch in Nieuw-Zeeland.

## Menselijke consumptie
Het vlees van Crassula aequilatera was vroeger het traditionele voedsel van de Maori.